# Jefe de Estado Mayor del Ejército del Aire y del Espacio
El jefe de Estado Mayor del Ejército del Aire y del Espacio (JEMA) es el oficial militar del Ejército del Aire y del Espacio de España de mayor rango y es el principal asesor del Ministro de Defensa en el ámbito de su ejército, además de asesorar también al jefe del Estado Mayor de la Defensa, al Secretario de Estado de Defensa y al Subsecretario de Defensa. El JEMA ejerce, bajo la autoridad del ministro, el mando de la rama aérea de las Fuerzas Armadas.
El JEMA es nombrado por el rey a propuesta del ministro de Defensa tras deliberación del Consejo de Ministros. El nombramiento habitualmente recae en un teniente general del Cuerpo General del Ejército del Aire y del Espacio y, desde el año 1999, lleva aparejado el ascenso al empleo de general del Aire. Tiene rango de subsecretario.
El jefe de Estado Mayor del Aire convoca las reuniones y coordina los esfuerzos del Estado Mayor del Aire (EMA), principal órgano de apoyo del JEMA responsable de proporcionarle los elementos de juicio necesarios para fundamentar sus decisiones, traducir estas en órdenes y velar por su cumplimiento. El EMA tiene todo un cuerpo de funcionarios militares a su servicio, y entre los principales oficiales destacan el segundo jefe del Estado Mayor del Ejército del Aire y del Espacio (SEJEMA), el secretario permanente del Consejo Superior del Ejército del Aire y del Espacio, el general jefe de la Secretaría General del Estado Mayor (SEGE), el general jefe de Servicios Técnicos y del Ciberespacio y el jefe de su Gabinete.
Desde el 23 de julio de 2024, el general del Aire Francisco Braco Carbó ostenta la jefatura del Estado Mayor del Ejército del Aire y del Espacio.

## Funciones
Las funciones más importantes del jefe del Estado Mayor del Ejército del Aire y del Espacio, recogidas en el Título I del Real Decreto 872/2014, de 10 de octubre, sobre la organización básica de las Fuerzas Armadas (FAS), son las siguientes:
- Asesora al Ministro de Defensa en la preparación, dirección y desarrollo en todas las cuestiones de la política del Ministerio que afecten al Ejército del Aire y del Espacio.
- Asesora al jefe de Estado Mayor de la Defensa en aspectos relativos a la de la rama aérea de las FAS.
- Asesora al Secretario de Estado de Defensa en la planificación y dirección de la política económica, de armamento y material, de infraestructura y de los sistemas de información y telecomunicaciones y de la seguridad de la información en el seno del Ejército del Aire y del Espacio.
- Asesora al Subsecretario de Defensa en el planeamiento, dirección e inspección de la política de personal y enseñanza, colaborando con el Subsecretario en su desarrollo e informándole de su aplicación.
- Es responsable de la instrucción, adiestramiento, apoyo logístico en el Ejército del Aire y del Espacio, garantizando la adecuada preparación de la Fuerza Aérea para su puesta a disposición de la estructura operativa de las Fuerzas Armadas.
- Desarrolla la doctrina militar y organización dentro del Ejército del Aire y del Espacio, ajustándose a lo dispuesto por el ministro de Defensa.
- Vela por los intereses generales del personal militar bajo su mando, tutelando el régimen de derechos y libertades derivado de la norma constitucional y las leyes.
- Dirige la gestión de personal del Ejército del Aire y del Espacio, velando por la moral, motivación, disciplina y bienestar del personal.

## Historia
El cargo de jefe de Estado Mayor del Aire se creó en 1936, cuando Apolinar Sáenz de Buruaga y Polanco fue ascendido a Coronel y nombrado jefe del Estado Mayor del Aire.
Sin embargo, no se institucionalizó el cargo hasta la creación del Ministerio del Aire en 1939, creando a su vez el Estado Mayor del Aire. Según ese decreto que lo creaba, el mando del Ejército del Aire pertenecía al jefe del Estado, y este lo delegaba en el ministro del Aire. Con este ministerio se quería dar al arma aérea (que tan importante había sido para ganar la guerra civil) el mismo nivel que el Ejército de Tierra o la Armada tenían.
Ese Estado Mayor estaba compuesto por el jefe del Estado Mayor, una secretaría privada para el JEMA y otra general para todo el Estado Mayor, y 5 secciones: Organización, Instrucción y Movilización; información; operaciones; servicios y cartografía.
En este tiempo, el JEMA ejercía sus competencias sobre todos los medios aéreos de las Fuerzas Armadas, tanto los propios del Ejército del Aire como los medios aéreos del Ejército de Tierra y de la Armada, pero siempre coordinándose con los otros jefes de Estado Mayor, aunque en la práctica los mandos de las fuerzas aéreas del Ejército y de la Armada eran de esas respectivas ramas, por lo que la influencia del JEMA era nula. El JEMA formaba parte, junto al subsecretario del Aire y otros funcionarios ministeriales, de la Junta Técnica Administrativa, organismo permanente asesor del Mando sobre elección de prototipos de aviones y motores, contratos, programas de infraestructura, adquisiciones, etc y del Alto Estado Mayor (que actuaba como un simple órgano de coordinación).
El JEMA dependió del Ministerio del Aire hasta la desaparición de este en 1977, tiempo en el cual pasó a depender del actual Ministerio de Defensa.

## Titulares
| Desde                    | Hasta                    | Nombre                                | Notas |
| ------------------------ | ------------------------ | ------------------------------------- | --- |
| 1 de octubre de 1936     | 22 de octubre de 1937    | Apolinar Sáenz de Buruaga y Polanco   | Jefe del Estado Mayor del Ejército del aire, Subsecretario del Aire y Consejero de Estado                                                             |
| 7 de octubre de 1939     | 27 de abril de 1940      | Luis Moreno Abella                    | - Jefe del Estado Mayor del Ministerio del Aire - Jefe del Estado Mayor del Arma Aérea desde el 12 de agosto de 1939.                                 |
| 27 de abril de 1940      | 25 de septiembre de 1941 | Eduardo González-Gallarza Iragorri    | Jefe del Estado Mayor del Ministerio del Aire |
| 25 de septiembre de 1941 | 20 de julio de 1945      | Eduardo González-Gallarza Iragorri    | - Jefe del Estado Mayor del Aire - Ministro del Aire (1945-1957)                                                                                      |
| 26 de julio de 1945      | 6 de junio de 1958       | Francisco Fernández-Longoria González | |
| 6 de junio de 1958       | 21 de septiembre de 1960 | Eugenio de Frutos Dieste              | |
| 21 de septiembre de 1960 | 5 de septiembre de 1962  | Enrique Palacios y Ruiz de Almodóvar  | |
| 20 de septiembre de 1962 | 31 de mayo de 1965       | Manuel Martínez Merino                | |
| 31 de mayo de 1965       | 21 de marzo de 1970      | Luis Navarro Garnica                  | |
| 31 de marzo de 1970      | 6 de abril de 1972       | Enrique Jiménez Benamú                | |
| 7 de abril de 1972       | 11 de enero de 1974      | Mariano Cuadra Medina                 | Ministro del Aire (1974-1975) |
| 11 de enero de 1974      | 5 de marzo de 1976       | Ramiro Pascual Sanz                   | |
| 23 de marzo de 1976      | 12 de septiembre de 1978 | Felipe Galarza Sánchez                | - Presidente de la Junta de jefes del Estado Mayor y jefe del Alto Estado Mayor (1977-1978) - General del Aire (A título póstumo, 21 de mayo de 1999) |
| 23 de julio de 1977      | 12 de septiembre de 1978 | Ignacio Alfaro Arregui                | General del Aire (Ad honorem, desde el 21 de mayo de 1999)                                                                                            |
| 30 de septiembre de 1978 | 15 de enero de 1982      | Emiliano José Alfaro Arregui          | General del Aire (Ad honorem, desde el 21 de mayo de 1999)                                                                                            |
| 15 de enero de 1982      | 11 de enero de 1984      | Emilio García-Conde Ceñal             | General del Aire (Ad honorem, desde el 21 de mayo de 1999)                                                                                            |
| 11 de enero de 1984      | 31 de octubre de 1986    | José Santos Peralba Giráldez          | General del Aire (Ad honorem, desde el 21 de mayo de 1999)                                                                                            |
| 31 de octubre de 1986    | 23 de mayo de 1990       | Federico Michavila Pallarés           | General del Aire (Ad honorem, desde el 21 de mayo de 1999)                                                                                            |
| 23 de mayo de 1990       | 14 de febrero de 1994    | Ramón Fernández Sequeiros             | General del Aire (Ad honorem, desde el 21 de mayo de 1999)                                                                                            |
| 14 de febrero de 1994    | 10 de enero de 1997      | Ignacio Manuel Quintana Arévalo       | General del Aire (Ad honorem, desde el 21 de mayo de 1999)                                                                                            |
| 10 de enero de 1997      | 20 de abril de 2001      | Juan Antonio Lombo López              | General del Aire (Desde el 21 de mayo de 1999) |
| 20 de abril de 2001      | 26 de junio de 2004      | Eduardo González-Gallarza Morales     | General del Aire |
| 26 de junio de 2004      | 18 de julio de 2008      | Francisco José García de la Vega      | General del Aire |
| 18 de julio de 2008      | 27 de julio de 2012      | José Jiménez Ruiz                     | General del Aire |
| 28 de julio de 2012      | 31 de marzo de 2017      | Francisco Javier García Arnáiz        | General del Aire |
| 31 de marzo de 2017      | 23 de julio de 2024      | Javier Salto Martínez-Avial           | General del Aire |
| 23 de julio de 2024      | Presente                 | Francisco Braco Carbó                 | General del Aire |